# Tinker Hatfield
 (octobre 2020).
Tinker Hatfield est un designer américain qui travaille à la conception et au développement de chaussures de sports principalement avec la firme Nike.

## Biographie
Tinker Hatfield est né dans l’État de l’Oregon (États-Unis) le 30 avril 1952. Il va devenir l’un des plus grands stylistes de chaussures et façonnera les modèles les plus iconiques de la marque Nike comme l’Air Max 1, l’Air Max 90 ou la très grande partie de la collection de chaussures de Jordan. 
Né dans une petite ville dans l’état de l’Oregon, deux opportunités s’offrent à lui, devenir un agriculteur ou alors rentrer dans l’univers du sport. Descendant d’une famille de sportifs avec un père respecté comme entraineur sportif : Tinke Hatfield Senior. Tinker finit par décrocher une bourse scolaire pour poursuivre ses études dans le sport notamment le saut à la perche. Sur les terrains de sport, il est amené à côtoyer Bill Bowerman, cofondateur de Nike. Souvent, ce dernier et Tinker Hatfield échangent. Le jeune étudiant lui gribouille parfois des dessins pour imager ses propos, afin d’améliorer les chaussures de Bowerman ; il se rend très vite compte qu’il possède un don pour le dessin.
Lors de sa deuxième année à l'université, il se blesse gravement à la cheville et ses études sportives sont remises en cause ; mais Bill Bowerman lui confectionne une paire de chaussures adaptées et compensées lui permettant de continuer le sport et ainsi de conserver sa bourse.
En 1981, il intègre l’équipe Nike. En 1985, l'entreprise ouvre un concours de désigner pour la conception de chaussure. Tinker Hatfield saute sur l’occasion, mais le délai est très court et il ne dispose que de 24 heures pour son projet ; durant ce temps-là, il ne dormira pas et apportera quelque chose qui le différencie de tous les autres concurrents : l’originalité. Nike l’embauchera sans même lui demander son avis[pas clair]. Il met tout son cœur dans son nouvel emploi et rapidement surprend le monde avec l’Air max 87, ou plus communément appelée, l’Air max 1, la première chaussure avec bulles d’air apparentes, inspirée directement du controversé centre Georges-Pompidou. Les concepteur chez Nike ne sont pas très sereins en ce qui concerne l’idée de Tinker Hatfield, mais le succès sera mondial et le modèle s’écoulera à des dizaines de milliers d’exemplaires, et ce jusqu’à aujourd’hui. L’année suivante, Tinker Hatfield se voit reprendre une lourde mission : garder Michael Jordan chez Nike. Ces derniers temps, le sportif est assez mécontent de la marque. Le designer imagine en peu de temps ce qui sera la Jordan 3, paire mythique dans la collection. Michael Jordan sera conquis par la paire de chaussures, mais Tinker Hatfield ne lui avait pas seulement conçu une seule paire mais toute une collection « Jordan ». Tinker Hatfield a, en quelque sorte, sauvé la marque : sans son action, Michael Jordan serait probablement passé chez Adidas. Dans les temps qui suivent, Michael Jordan et Tinker Hatfield échangeront beaucoup et aboutiront sur des nombreuses autres paires de chaussures toutes uniques. Le basketteur remportera de nombreux prix et championnats avec les chaussures de Tinker Hatfield aux pieds. Le designer ne cherche pas seulement à satisfaire les grands sportifs, il veut que tout le monde s’y retrouve[pas clair], et en cassant les codes du sport. Il fera des chaussures colorées et excentriques pour les tennismen, sport classique et codifié. Il confectionnera également une paire de chaussures multi-tâches, l’Air Trainer, une paire de chaussures pour courir, faire du basket et marcher dans la rue, ce qui entraine un autre succès mondial. Cette fois c’est en voyant les gens faire du sport avec une paire de chaussures non-adaptée[Quoi ?]. Pour Tinker Hatfield, les pieds sont des outils exceptionnels, mais on leur en demande tellement plus que ce pour quoi ils ont été faits, et son travail, c’est d’améliorer ces outils naturels formidables. 
Depuis le début de sa carrière, il pense que les chaussures dans le futur seront intelligentes, elles s’adapteront aux pieds de l’individu et « connaîtront » parfaitement celui qui les porte. Il imagine pour le film Retour vers le futur, la paire de Nike Mag devenue mondialement connue, la chaussure à laçage automatique. Mais la technologie ne permet alors pas de fabriquer une telle paire de chaussures. Ce sera un accessoiriste qui tirera les lacets pour faire croire que la paire se lasse seule. Le temps avance et la technologie avance, Tinker Hatfield arrive à concevoir avec les équipes de Nike une paire de Nike Mag fonctionnelle et l’offrira à Michael J. Fox. C’est en observant les pieds des basketteurs, qui souffrent d’un laçage très serré pour bien maintenir le pied, qu’il imagine une paire qui pourrait se desserrer lors des moments d’inactivités et se resserre seules lorsque l’action reprend. E.A.R.L est né, un laçage adaptatif pour le sport. Depuis, Nike commercialise des chaussures permettant de régler le laçage de ses chaussures depuis son smartphone, sa montre ou même d’une simple pression à un endroit précis de la chaussure. 
Le magazine Complex publie en juillet 2011 une rétrospective de ses 30 ans de carrière chez Nike.